# Millsboro
Millsboro är en liten stad (town) i Sussex County i den amerikanska delstaten Delaware med en yta av 5 km² och en folkmängd, som uppgår till 3 877 invånare (2010).

## Kända personer från Millsboro
- Elisha D. Cullen, politiker, kongressledamot 1855-1857